# Dolores (Copán)
Dolores es un municipio del departamento de Copán en la República de Honduras.

## Toponimia
Su nombre es en honor a la Nuestra Señora de los Dolores, figura de la iglesia católica.

## Límites
Dolores está situado en la parte central del departamento a 5 km de Dulce Nombre, su cabecera se encuentra en las faldas del Cerro Bañaderos.
| Orientación | Límite                                |
| ----------- | ------------------------------------- |
| Norte       | Municipio de San Jerónimo, Copán      |
| Sur         | Municipio de Dulce Nombre, Copán      |
| Este        | Municipio de Veracruz, Copán          |
| Este        | Municipio de Trinidad de Copán, Copán |
| Oeste       | Municipio de San Jerónimo, Copán      |
| Oeste       | Municipio de Concepción, Copán        |

## Historia
En el censo de población de 1887 ya figuraba como lugar poblado del Municipio de Santa Rosa; al crearse el Municipio de Dulce Nombre en 1907, Dolores formó parte de este y el 11 de abril de 1919 se le da categoría de Municipio e inaugurándose como tal, un 1 de enero de 1920.

## División Política
Aldeas: 10 (2013)
Caseríos: 32 (2013)
| Código | Aldea                                |
| ------ | ------------------------------------ |
| 040701 | Dolores (cabecera del municipio)     |
| 040702 | Agua Buena                           |
| 040703 | El Bálsamo o La Canteada             |
| 040704 | El Camalote                          |
| 040705 | Joyas Galanas                        |
| 040706 | Pasquingual                          |
| 040707 | Plan del Naranjo                     |
| 040708 | San Antonio                          |
| 040709 | Vega Redonda o San Antonio de Flores |
| 040710 | Yaruconte                            |

Más información en sitio web de Dolores Copán